# Teratopora unifascia
Teratopora unifascia là một loài bướm đêm thuộc phân họ Arctiinae, họ Erebidae.